# Lenomys grovesi
Lenomys grovesi — вимерлий вид гризунів, який жив на острові Сулавесі, Індонезія, ще ≈ 2000 р. до нашої ери. Видовим епітетом вшановано Коліна Гроувса.
Єдині відомі залишки цього виду — це субфосильна частина нижньощелепної кістки від дорослої особини, зібраний у 1969 році. Типовою місцевістю виду є Leang Burung 1, печера поблизу села Пакалу. Залишки печери датовані 2820 ± 210 р. до нашої ери. Lenomys grovesi був меншим, ніж Lenomys meyeri